# Batiki
Batiki (ook Mbatiki) is een vulkanisch eiland in de Lomaiviti-archipel in Fiji. Er wonen ongeveer 300 mensen.